# جان ميشيل كرم
جان ميشيل كرم (بالفرنسية: Jean-Michel Karam)‏ هو شخصية أعمال ومهندس فرنسي، ولد في 14 نوفمبر 1969.